# Abdelmalek Cherrad
Abdelmalek Cherrad (14 de enero de 1981, La Tronche, Francia) es un exfutbolista argelino.

## Selección nacional
Ha sido internacional con la selección de fútbol de Argelia. Ha jugado 18 partidos internacionales y ha anotado 7 goles.

### Participaciones Internacionales
| Torneo                         | Sede  | Resultado   |
| ------------------------------ | ----- | ----------- |
| Copa Africana de Naciones 2004 | Túnez | 4° de final |

## Clubes
| Club              | País     | Año       |
| ----------------- | -------- | --------- |
| Olympique de Niza | Francia  | 1998-2000 |
| AS Cannes         | Francia  | 2000-2001 |
| Olympique de Niza | Francia  | 2001-2004 |
| KAA Gent          | Bélgica  | 2004      |
| SC Bastia         | Francia  | 2005-2007 |
| MC Algiers        | Argelia  | 2007-2008 |
| SC Bastia         | Francia  | 2008-2009 |
| AC Arles          | Francia  | 2009      |
| CS Marítimo       | Portugal | 2010      |
| Os Belenenses     | Portugal | 2011      |